# Teen Top
Teen Top (hangul: 틴탑) – południowokoreański boysband założony w 2010 roku przez TOP Media. W skład zespołu wchodzą: C.A.P, Chunji, Niel, Ricky oraz Changjo. Szósty członek, L.Joe, wniósł o rozwiązanie umowy z wytwórnią w lutym 2017 roku, o czym wytwórnia poinformowała 20 marca. Ich debiutancki singel, Come into the World, ukazał się 9 lipca 2010 roku.
Nazwa ich oficjalnego fanklubu to Angel.

## Historia
9 lipca 2010 roku Teen Top zadebiutowali z główną piosenką „Clap” z debiutanckiego singla Come into the World.
13 stycznia 2011 roku ukazał się CD singel Transform, z główną piosenką „Supa Luv”. Zremiksowana wersja tej piosenki autorstwa A-rex została użyta w celach reklamowych amerykańskiego filmu Bestia w Azji. Pierwszy minialbum Roman, wraz z piosenką „No More Perfume On You” (kor. 향수 뿌리지마), ukazał się 26 lipca 2011 roku.
13 stycznia 2012 roku zespół wydał drugi minialbum It’s. Brave Brothers wyprodukował, napisał, skomponował i zmiksował wszystkie sześć utworów. 3 lutego Teen Top zdobyli swoją pierwszą nagrodę w programie Music Bank od debiutu z „Clap” w 2010 roku. Dwa dni później wygrali w programie Inkigayo. 
Trzeci minialbum, pt. aRtisT, został wydany 30 maja. Tego samego dnia ukazał się też teledysk do głównego utworu „To You”. Dzięki temu albumowi grupa zyskała wiele uwagi, zajmując wysokie miejsca na listach przebojów.

## Członkowie

### Obecni
| Pseudonim   | Pseudonim | Prawdziwe imię | Prawdziwe imię | Data urodzenia           | Pozycja                                |
| Latynizacja | Hangul    | Latynizacja    | Hangul         | Data urodzenia           | Pozycja                                |
| ----------- | --------- | -------------- | -------------- | ------------------------ | -------------------------------------- |
| C.A.P       | 캡        | Bang Min-soo   | 방민수         | 4 listopada 1992(dts)    | Lider, główny raper                    |
| Chunji      | 천지      | Lee Chan-hee   | 이찬희         | 5 października 1993(dts) | wokal prowadzący                       |
| Niel        | 니엘      | Ahn Daniel     | 안다니엘       | 16 sierpnia 1994(dts)    | główny wokal                           |
| Ricky       | 리키      | Yoo Chang-hyun | 유창현         | 27 lutego 1995(dts)      | wokal wspomagający, prowadzący tancerz |
| Changjo     | 창조      | Choi Jong-hyun | 최종현         | 16 listopada 1995(dts)   | wokal wspomagający, główny tancerz     |

### Byli
| Pseudonim   | Pseudonim | Prawdziwe imię | Prawdziwe imię | Data urodzenia         | Pozycja          |
| Latynizacja | Hangul    | Latynizacja    | Hangul         | Data urodzenia         | Pozycja          |
| ----------- | --------- | -------------- | -------------- | ---------------------- | ---------------- |
| L.Joe       | 엘조      | Lee Byung-hun  | 이병헌         | 21 listopada 1993(dts) | prowadzący raper |

## Dyskografia

### Albumy studyjne
- No. 1 (2013)
- High Five (2017)
- Teen Top Story: 8pisode (2018)

### Minialbumy
- Roman (2011)
- It’s (2012)
- Artist (2012)
- Teen Top Class (2013)
- Éxito (2014)
- Natural Born Teen Top (2015)
- Red Point (2016)
- Seoul Night (2018)
- Dear. N9NE (2019)

### CD single
- Come into the World (2010)
- Transform (2011)
- Be Ma Girl Summer Special (2012)
- Snow Kiss (2014)